# Pieter de Molyn

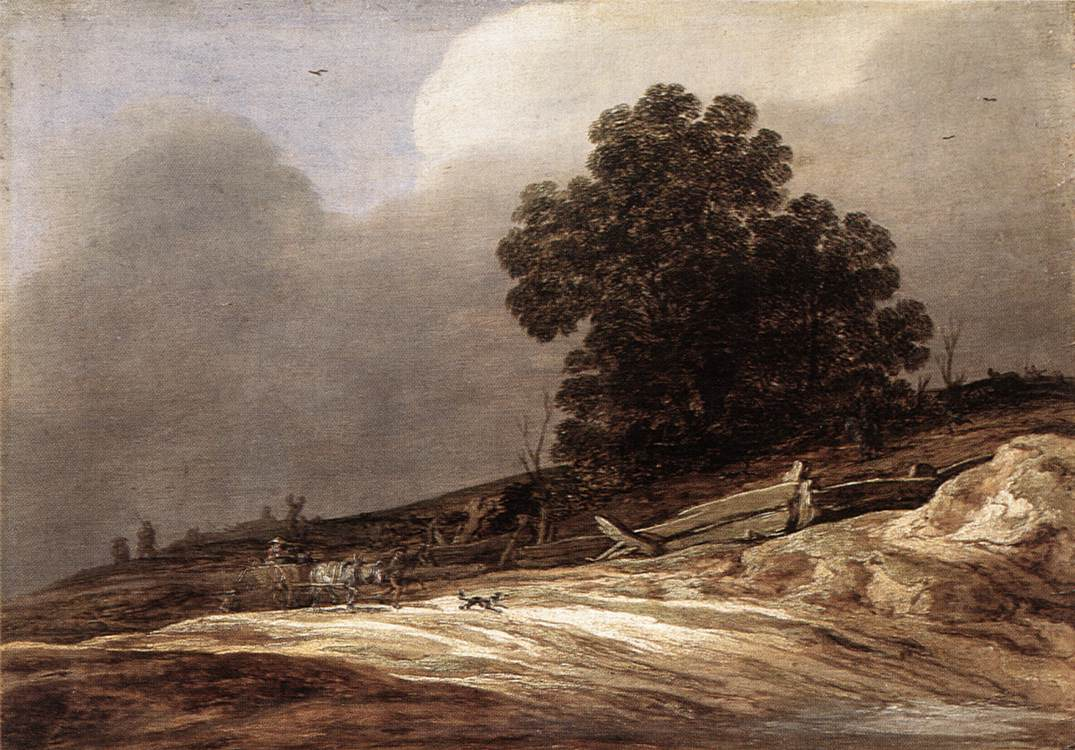
Duny - 1626

Pieter de Molyn (také Molijn) [molejn] (6. duben 1595, Londýn – 23. březen 1661, Haarlem) byl nizozemský malíř, kreslíř a krajinář 17. století.
Narodil se vlámským rodičům žijícím v Londýně. Není známo, kdy se přestěhoval do Holandska ani nejsou známi jeho učitelé. Starší literatura tvrdí, že byl žákem Franse Halse. To není nijak doloženo, nicméně je pravdou že na několika Halsem vytvořených portrétech maloval krajinu Roku 1616 se stal členem Haarlemského malířského bratrstva. V Haarlemu pak žil až do konce života. Jeho rané práce byly ovlivněny tvorbou manýristů, například Abrahamem Bloemartem a Roelandtem Saverym, později byl ovlivněn tvorbou Esaiase van de Velde. Kolem roku 1617 se u Esaiase pravděpodobně setkal s Janem van Goyen, který byl tehdy jeho žákem.
Jde o jednoho z malířů, kteří se podíleli na vzniku realistické holandské krajinomalby sedmnáctého století. Dalšími významnými malíři této skupiny jsou už zmíněný Jan van Goyen a Salomon van Ruysdael. Předchůdci pak zmíněný Esaias van de Velde a Hercules Seghers. Molyn používá, stejně jako Goyen a Velde, poměrně monochromní barevnou paletu. Maluje také podobná témata, především tehdejší holandský venkov. Používá často diagonální kompozici s nízko položeným horizontem. Z těchto tří malířů je dnes hodnocen jako nejméně významný. Jeho obrazy dun z druhé poloviny dvacátých let ovšem pravděpodobně výrazně ovlivnily vůdčího malíře této trojice Jana van Goyena.